# Simon Ettlin
Simon Ettlin (auch Josef Simon Etlin, * 9. Januar 1818 in Sarnen; † 7. Mai 1871 ebenda) war ein Schweizer Politiker (Katholisch-Konservative), Arzt, Architekt, Maler und Zeichenlehrer. Er war Nationalrat und Landammann des Kantons Obwalden.

## Leben
Ettlin war der Sohn des Josef Ignaz, Spezereikrämer, und der Anna Marie Josefa geb. Wallimann. Von 1831 bis 1832 besuchte er die Lateinschule Sarnen und von 1833 bis 1835 die Klosterschule Muri. Es folgte der Besuch des Jesuitenkollegium Freiburg von 1836 bis 1838. Schliesslich absolvierte er von 1838 bis 1842 ein Medizinstudium in Zürich, Freiburg im Breisgau und München, das er als Dr. med. abschloss.
Ettlin war verheiratet mit Josephine Christen von Stans. Seine Tochter Rosalia Ettlin heiratete 1879 den Politiker Adalbert Wirz.
Ettlin praktizierte von 1843 bis 1871 als Arzt in Sarnen. Zudem war er von 1844 bis 1868 Zeichenlehrer am Kollegium und Architekt privater und öffentlicher Bauten. So entwarf er unter anderem die Villa Landenberg, das Konvikt und Pensionat Niklaus von Flüe, das  Spital mit Strafanstalt und das Waisenhaus in Sarnen im Stil des bürgerlichen Klassizismus.
Ettlin gründete 1870 mit dem Obwaldner Volksfreund die erste Zeitung Obwaldens. Er war auch leitender Redaktor der Zeitung. Er verfasste nationalökonomische, ethische und gesundheitspolitische Publikationen.

## Politische Ämter
Ab 1849 war Ettlin Obwaldner Kantonsrat, den er 1870/71 präsidierte. Von 1853 bis 1871 war er Regierungsrat, dabei bis 1858 Landsäckelmeister und in den Jahren von 1861 bis 1871 insgesamt fünf Mal Landammann. In der Zeit von 1862 bis 1871 war er während fünf Jahren Gemeindepräsident von Sarnen und 1869–1871 Bürgergemeindepräsident.
Ettlin war von 1866 bis 1871 der Nationalrat Obwaldens, siehe Liste der Nationalräte des Kantons Obwalden.